# Lavochkin La-160
El Lavochkin La-160, conocido como Strelka (Flecha), fue el primer prototipo de caza a reacción de investigación soviético de ala en flecha. Fue diseñado y fabricado por la Oficina de Diseño Lavochkin a partir de 1946. La USAF lo designó como Type 6 (Tipo 6).

## Diseño y desarrollo
El Avión 160 era una aeronave de estilo vaina y botalón totalmente metálico con tren de aterrizaje triciclo como el Lavochkin La-152, pero sus alas de implantación media presentaban 35º de flecha con una cuerda de 1/4. El motor con posquemador estaba debajo del morro, con la entrada de aire en el extremo del mismo y el escape bajo el fuselaje. El tren de aterrizaje triciclo se alojaba enteramente en el fuselaje (casi todos los aviones a reacción Lavochkin tenían una disposición similar del tren de aterrizaje) cuando se retraía, permitiendo que el ala fuera construida más delgada y ligera. Una disposición convencional de cola con planos de 35º de flecha se localizaba al final del botalón de cola. Las alas en flecha se estrechaban muy poco (cuerda casi constante), con alerones/flaps de media envergadura y dos canalizadores alares a cada lado.
Aunque diseñado como un caza, el Avión 160 fue destinado a la investigación del vuelo con alas en flecha a alta velocidad, del que se sabía poco a mitad de los años 40 (anteriormente, solo el avión ligero de motor de pistones MiG-8 con canard, de 1945, había usado una moderada ala en flecha). Siguiendo estrechamente la disposición de sus prototipos previos de cazas a reacción, Lavochkin fue capaz de producir una aeronave que proporcionaba útiles datos y experiencia del vuelo a una alta velocidad cercana a la del sonido.
El primer vuelo tuvo lugar el 24 de junio de 1947. Exitosas pruebas de vuelo fueron seguidas por una exhibición pública en el Día de la Aviación de 1947 en Tushino. Las pruebas continuaron hasta que el Avión 160 se rompió en vuelo, debido al flameo alar, durante las pruebas de establecimiento de la máxima velocidad alcanzable. La experiencia ganada con el Avión 160 estimuló a los diseñadores aeronáuticos soviéticos a diseñar cazas de ala en flecha, aunque con cautela.
La designación "Avión 160" había sido usada previamente por Lavochkin en un caza "Pesado" bimotor que se produciría simultáneamente con el Avión 150. Este proyecto se malogró, pero condujo a la serie de cazas bimotores I-21 de Alekseyev, después de que Alekseyev dejara la oficina de diseño de Lavochkin para dirigir la OKB-21 en Gorki.

## Operadores
Unión Soviética
- Fuerza Aérea Soviética

## Especificaciones
Referencia datos: Gordon

### Características generales
- Tripulación: Uno (piloto)
- Longitud: 10,1 m (33 ft)
- Envergadura: 9 m (29,4 ft)
- Altura: 4,1 m (13,5 ft)
- Superficie alar: 15,9 m² (171,2 ft²)
- Peso vacío: 2738 kg (6034,6 lb)
- Peso cargado: 4060 kg (8948,2 lb)
- Planta motriz: 1× turborreactor con posquemador Tumanski RD-10.
  - Empuje normal: 8,8 kN (900 kgf; 1985 lbf) de empuje.
  - Empuje con postquemador: 11,2 kN (1139 kgf; 2511 lbf) de empuje.

### Rendimiento
- Velocidad máxima operativa (Vno): 970 km/h (603 MPH; 524 kt)
- Alcance: 1000 km (540 nmi; 621 mi)
- Techo de vuelo: 12 000 m (39 370 ft)
- Régimen de ascenso: 19,8 m/s (3905 ft/min)

### Armamento
- Cañones: 

  - 2 de 37 mm

## Aeronaves relacionadas

### Desarrollos relacionados
- Lavochkin Aircraft 174TK

### Aeronaves similares
- Mikoyan-Guryevich I-310
- Yakovlev Yak-30

### Secuencias de designación
- Secuencia La-_ (interna de Lavochkin): ← La-140 - La-150 - La-152 - La-160 - La-168 - La-190 - La-200 →